# Masszi Pál
Masszi Pál (Budapest, 1964. augusztus 30.) – okl. építészmérnök, műemlékvédelmi szakmérnök, a szabad művészetek doktora (DLA) a pécsi Masszi Építész Iroda alapítója, ügyvezetője és vezető tervezője. Az iroda az elmúlt évtizedek során széles körű projektekben, több mint száz megvalósult munkával bizonyította rugalmas, részletgazdag megoldásait (kereskedelmi, ipari, egészségügyi  és kulturális épületek, sportlétesítmények, szállodák valamint lakóépületek és belsőépítészet).

## Élete
Masszi Pál Budapesten született és ott is járt iskolába. A Veres Pálné Gimnáziumban érettségizett 1982-ben. Érettségi után a Budapesti Műszaki és Gazdaságtudományi Egyetem (akkor még Budapesti Műszaki Egyetem) építészmérnöki karán folytatott tanulmányokat, ahol 1988-ban építészmérnöki diplomát szerzett, melyre diplomadíjat kapott. Végzése után Pécsre költözött, és Dévényi Sándor építész irodájában (Dévényi és Társa) helyezkedett el. Azóta is Pécsett él és ott dolgozik. Sokat tanult Dévényi Sándortól, akit ma is tanítómesterének tart. 1991-ben Borza Endre egyetemi évfolyamtársával önálló építész irodát (Borza és Masszi Építész Iroda Bt.) alapított, amely 1997-ig működött. Néhány kitérő után (Eurovilla Kft. 1998-2003, építész, Tervező-Lépték Kft. 2003-2011, vezető építész és ügyvezető), 2011-ben megalapította a Masszi Építész Iroda Kft-t, amelynek jelenleg is vezető tervezője és ügyvezetője. 2015-ben az "Az építészet és a természet kapcsolata a Hotel Kikelet és a Da Vinci Klinika példáján" témában doktori címet (DLA) szerzett a Pécsi Tudományegyetemen. 2018-ban a Budapesti Műszaki és Gazdaságtudományi Egyetemen kétéves szakirányú továbbképzés után műemlékvédelmi szakmérnöki diplomát szerzett.

## Fontosabb művei

### Lakóépületek
- Pécs, Felsőhavi dűlő, új építés (1996)
- Pécs, Donátus, átépítés (1996)
- Győrújbarát I., új építés (2001)
- Győrújbarát II., új építés (2003)
- Budapest, Vihorlát utca, átépítés (2003)
- Pécs, Váradi Antal utcai lakóház (terv)
- Pécs, Aqua üzletház lakások, új építés (2003)
- Kőröshegy, új építés (2005)
- Szigetszentmiklós, 67 lakásos társasház (Pártényi Zsolttal, 2009)
- Pécs, Lepke dűlő, családi ház (2017)
- Pécs, Bálicsi úti családi ház tervei (2018)
- Balatonöszöd, nyaraló (2021)

### Kereskedelmi épületek
- Colonia Passage üzletház és lakások, Pécs, bővítés és átalakítás (1995)
- Szigetvári Takarékszövetkezet, Pécs, új építés (1999)
- Városháza és rendőrség, Badacsonytomaj, átépítés, új építés (2011)
- Borfeldolgozó, Ócsárd, új építés (2012)
- Borskanzen, Pécs, terv
- Bálint pincészet, Somlószőlős, átépítés, bővítés (2013)
- Szekszárd, Sió csárda felújítása (2016)
- Szigetszentmiklós, étterem (2016)
- Biatorbágy, raktárcsarnok (2017)
- Csurgó, sertésvágóhíd bővítése (2021)

### Kulturális épületek
- Színház, Kalocsa, bővítés, átalakítás (2006)
- 48-as tér, Hunyadi u., Kalocsa, új építés (2006)
- A Magyar Zene Háza, Budapest, Városliget, pályázat (2014)
- Zalaegerszeg, Göcseji Falumúzeum fejlesztése (2017)
- Badacsonytomaj, Kisfaludy sétány térségének felújítása (2017)
- Halásztelek, Általános iskola bővítése (Kovács Andorral, 2017)
- Kirgizisztán, Biskek, Magyar Nagykövetség kialakítása (Laurencsik Tamással, 2020)

### Egészségügyi épületek
- Fogyatékosok otthona, Kalocsa, új építés, bővítés (2005)
- Da Vinci Magánklinika, Pécs, új építés (2010)
- Pécsi Tudományegyetem, Fogászati Elméleti Tömb tervezése (Laurencsik Tamással, 2018)

### Sportlétesítmények
- Gyógyfürdő, Szigetvár, bővítés, átalakítás (2007)
- Utánpótlás sportcentrum, trambulin, Budapest, tanulmányterv
- Pécs, küzdősportcsarnok (2017)
- Harkány, Dráva Hotel fejlesztése (2020)

### Szállodák
- Hotel Kikelet, Pécs, átépítés (2007)
- Hotel Forrás, Szeged, átépítés (2007)
- Hotel Termálkristály, Ráckeve, új építés (2011)
- Hotel Mirage, Hévíz, átépítés (2012)
- Révfülöp, szállodabővítés (Kovács Andorral, 2016)
- Hotel Bál Resort, Balatonalmádi, felújítás (2019)
- Király utcai szálláshely, Pécs, felújítás (Laurencsik Tamással, 2019)
- Hotel Pelion, Tapolca, felújítás (2020)
- Hotel Saliris, Egerszalók, átépítés (2020)
- Hotel Panoráma, Hévíz, átépítés (2020)

### Belsőépítészet
- Alpine Tours utazási iroda, Budapest (2003)
- A Hordó borszaküzlet, Pécs (2005)
- Alexandra Könyvesház, Budapest (2005)
- Hotel Mirage, Hévíz (Birkás Ivettel, 2012)
- Pécsi Tudományegyetem, Fogászati Elméleti Tömb (Laurencsik Tamással, 2018)

## Kiállítások
- Gül Baba International Workshop, Budapest, Margitsziget 1987
- Diplomadíj kiállítás, Magyar Építőművész Szövetség 1988
- Fiatal építészek Dél-Dunántúlon, Kaposvár 1990
- Önálló társkiállítás Borza Endrével, Pécsi Kisgaléria 1994
- Kortárs Pécsi Építészet, Pécsi Galéria 1998
- Dél-dunántúli Építész Kamara, kiállítás a pécsi építészetről, Pécs 2003

## Pályázatok
- Egyetemi Díszkút, I. díj (Gondos Attilával) 1988
- Budaörs Szálloda, konferenciaközpont, kaszinó, I. díj (Dévényi Sándorral és Borza Endrével) 1989
- Parragh Csempeszalon és telephely – meghívásos pályázat, I. díj (Kovács Andorral) 1993

## Képgaléria

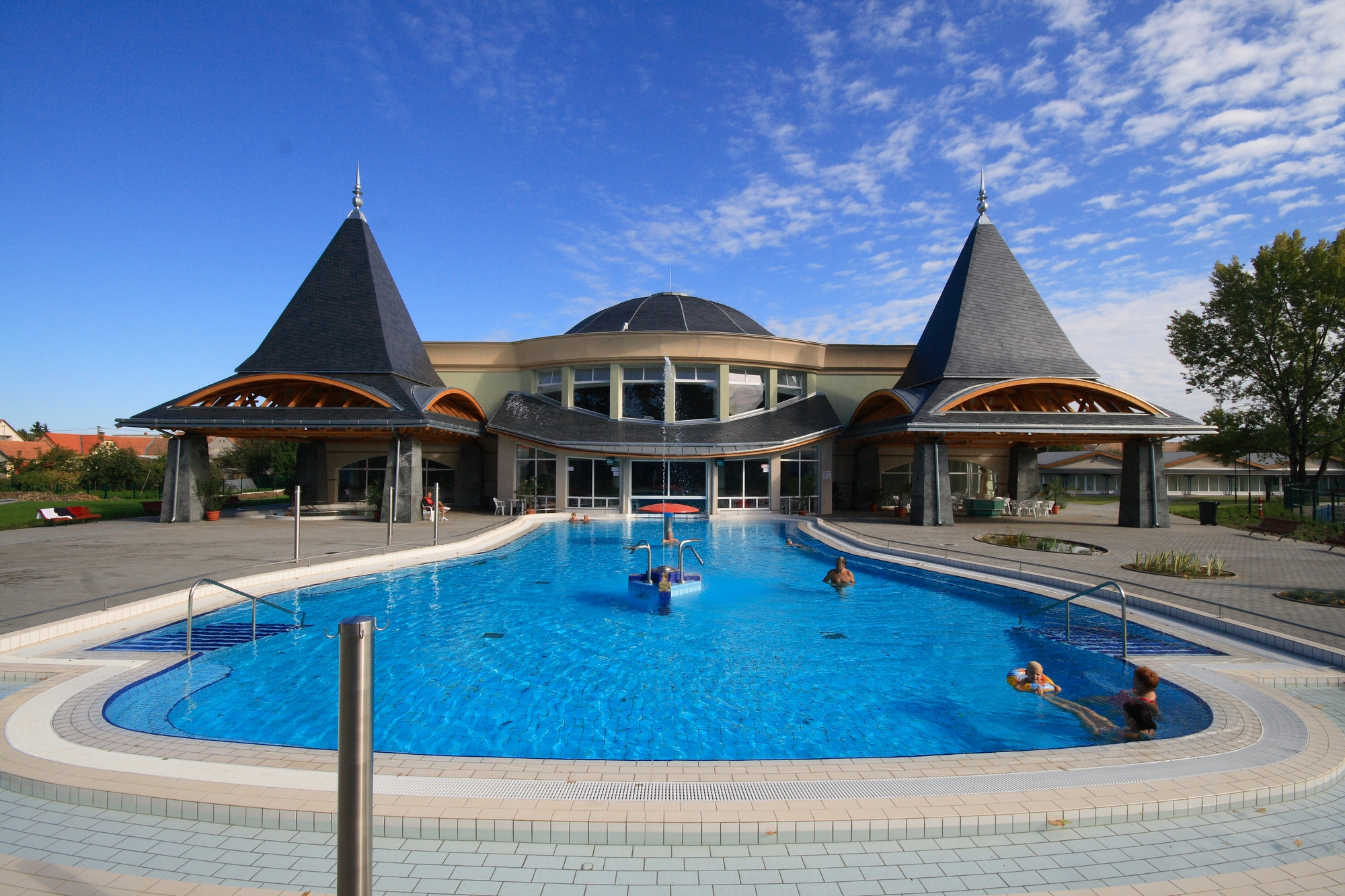
A szigetvári gyógyfürdő külső medencéje
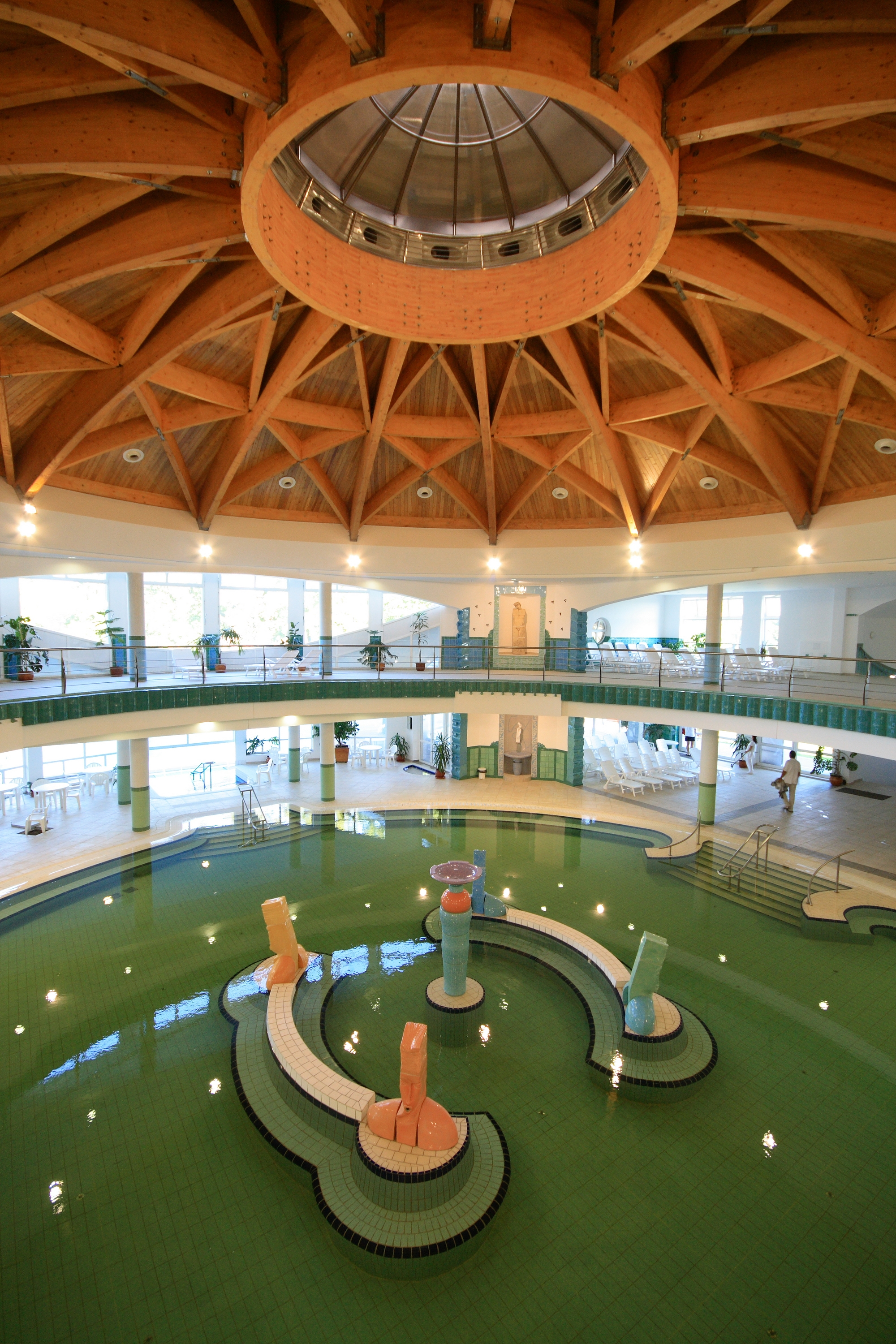
A szigetvári gyógyfürdő belső medencéje
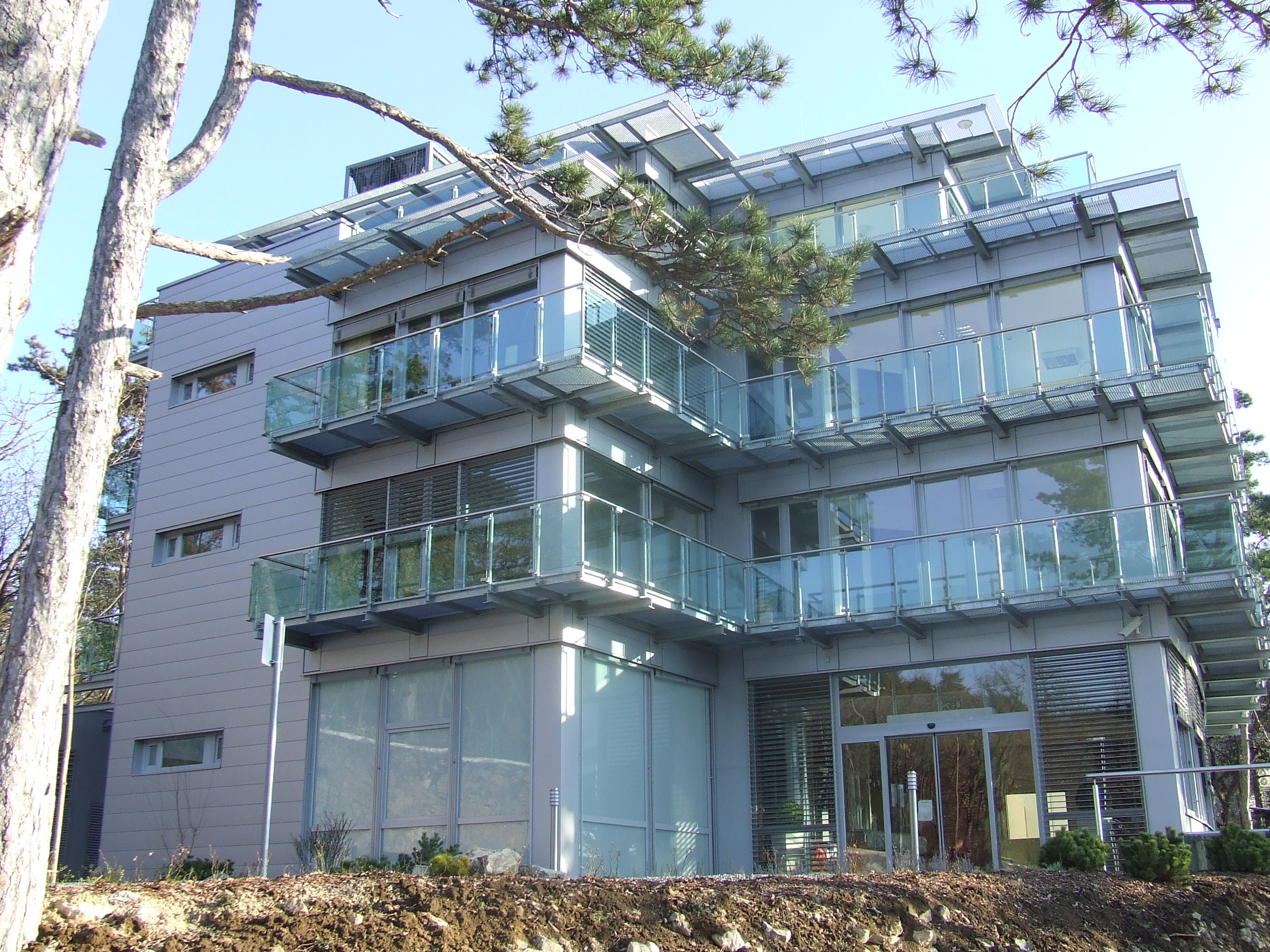
A pécsi Da Vinci magánklinika épületének fotója
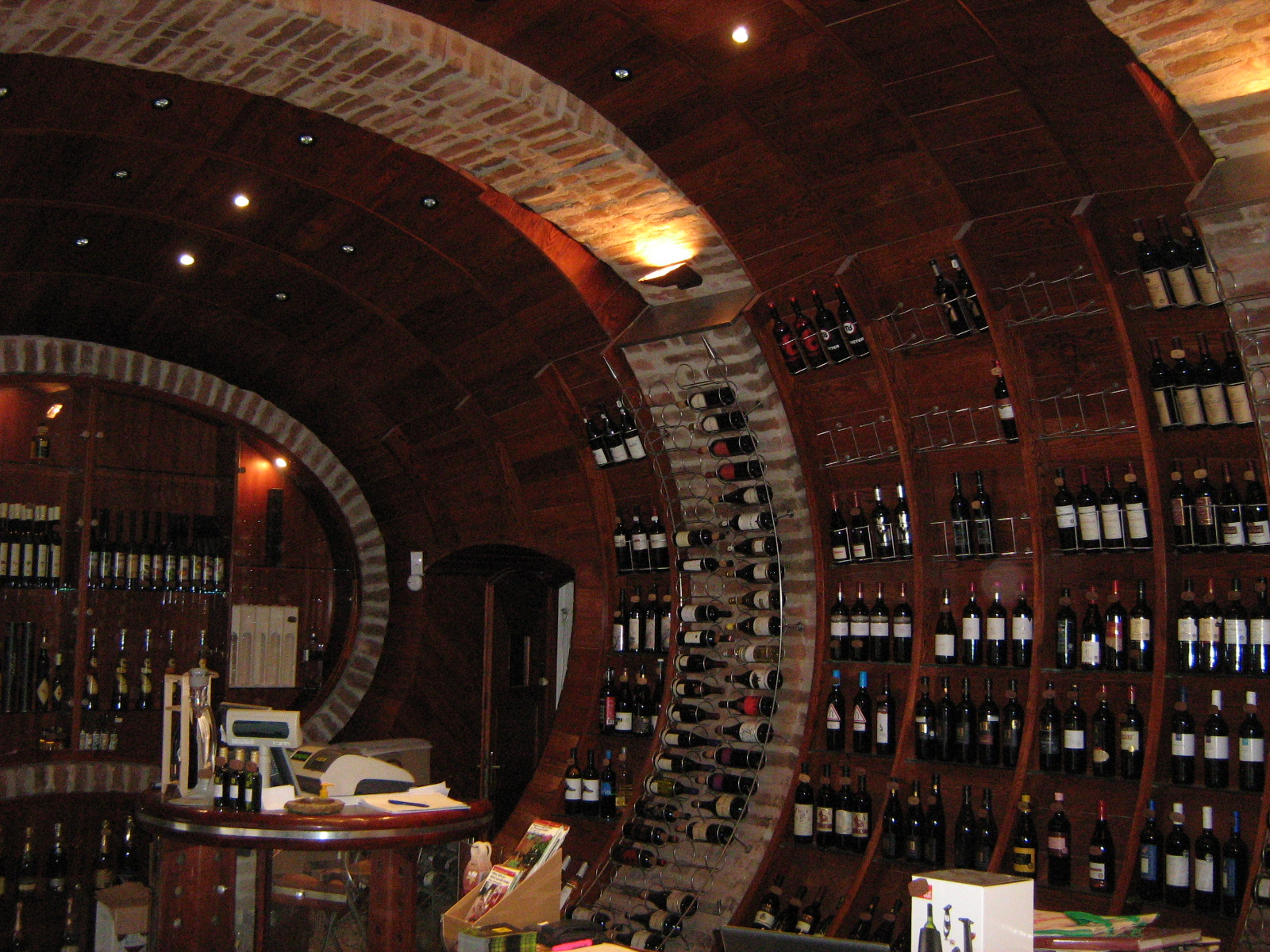
A hordó borszaküzlet belső tere
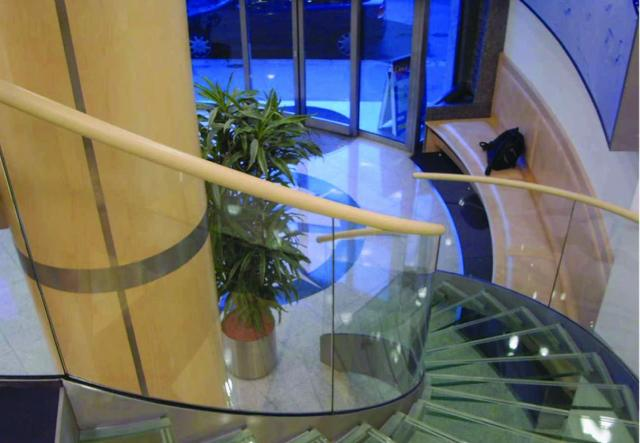
Alpine tours, Budapest, utazási iroda belső tere
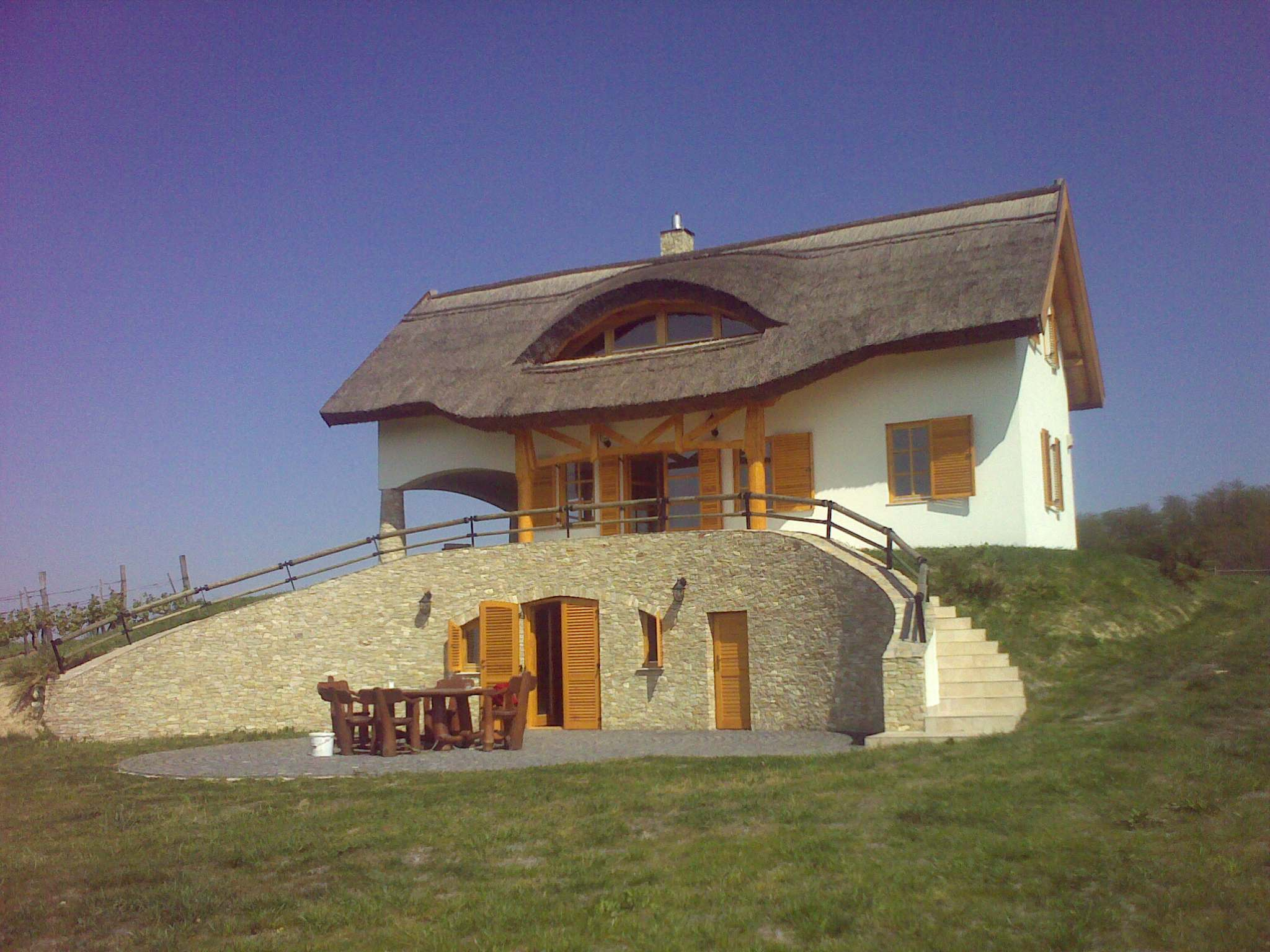
Kőröshegy, nyaralóépület

## Családi háttér
Családja pécsi származású. Öt testvér között ő a legfiatalabb. Édesapja Masszi Ferenc (1925-1990) belgyógyász, a budapesti Vas utcai Balassa János kórház osztályvezető főorvosa volt. Édesanyja Till Gabriella (1927-2021) belgyógyász, a Budapesti Műszaki Egyetem Szakorvosi Rendelőintézetének vezető főorvosaként ment nyugdíjba. Egyik bátyja, Masszi Tamás orvosprofesszor a Semmelweis Egyetemen, Budapesten. Felesége, Földényi Gabriella ingatlanügyekkel foglalkozik a családi építészirodában. Három gyermekük van.